# ألبينو سبيريت
ألبينو سبيريت أنيمالز (بالإنجليزية:  Albino Spirit animals)‏ هناك معتقد روحي لدى كل قبيلة هندية في أمريكا الشمالية فيما يخص الحيوان الأمهق. فكلهم يحافظون على الأمهق من مبدأ أساسي واحد: يجب ألا يقنص أو يقتل. وهذا التابو يحمل لعنات شنيعة وضارة. وحسب معرفة الطبيب البومة في دیلوار الشرقية، فإن التابو ولعناته المختلفة معروفة لدى كثير من الصيادين المعاصرين سواء أكانت لهم أصول هندية أم لم تكن.
إنه يربط خبرته بالبومة المهقاء، وهي مرتبطة بروح البومة الشافية. فإذا أقدم صیاد على صيد أو قتل سنجاب أمهق، فإنه ولا شك سوف يفقد قدراته على الصيد. وإذا قتل غزالا أمهق (دون ندم) فقد يفقد حياته في حادثة هياج ناجمة غالبا عن تورطه في صيده أو تخلي مهاراته عنه. والمعتقد الشائع في بعض الأساطير المرتبطة بحيوانات فردية مختلفة ما تزال قائمة حتى هذا القرن، ويمكن توثيق الكثير منها.

## الأمهق والروحية
الحيوان الأمهق له ارتباطات روحية، وقد كان البوفالو الأبيض بين قبائل السهول صاحب حكمة عظيمة. والأهمية الرمزية الكامنة وراء الأبيض أو صفة البياض لم تكن مترافقة مع النقاء فقط كما في الثقافة الغربية، بل أيضا بالحكمة والمعرفة القديمة والجاذبية الروحية. وتتجلى النتائج الخطيرة عندما يخرق هذا التابو. فالإيمان بالطبيعة الروحية للحيوانات المهقاء، والتابو الشعائري للحماية له جذوره في حقيقة أن قدرة الأمهق على البقاء أقل من غيره بكثير. فهو لا يستطيع، بحكم لونه، أن يموه موقعه كغيره من الحيوانات. وحتى لا ينقرض هذا النوع، فقد أضفى عليه السكان هذا التابو الذي يحرم صيده أو قتله، مدفوعين باحترامهم العميق للحفاظ على الطبيعة بكل أنواعها. وكل أنواع الحيوانات التي من هذا النوع هي معرضة دائما للانقراض، ولذلك تقع تحت التابو. والواقع أن السكان لا يحافظون على هذا النوع من الحيوانات خوفا من التابو بمقدار ما يحافظون عليه بسبب توقيرهم الكبير للطبيعة التي يعتبرونها الخالق.

## معرض صور

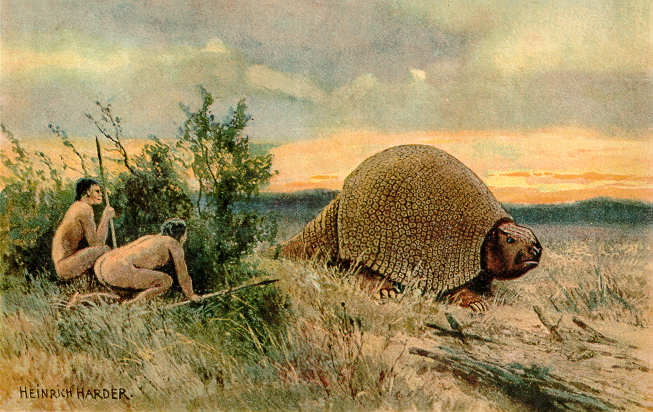
رسم توضيحي للسكان الأصليين وهم يصطادون غليبتودون.
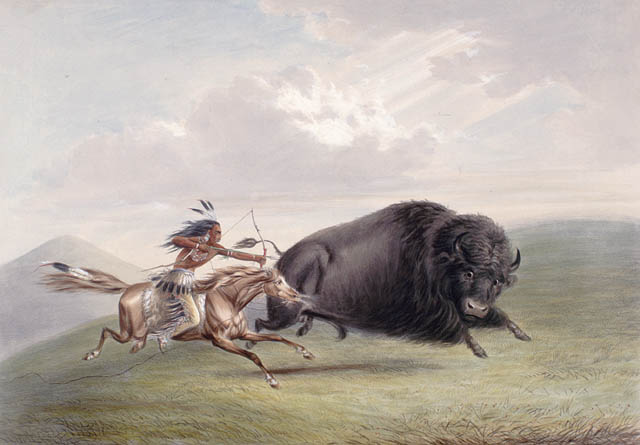
مطاردة البيسون يصورها جورج كاتلين.
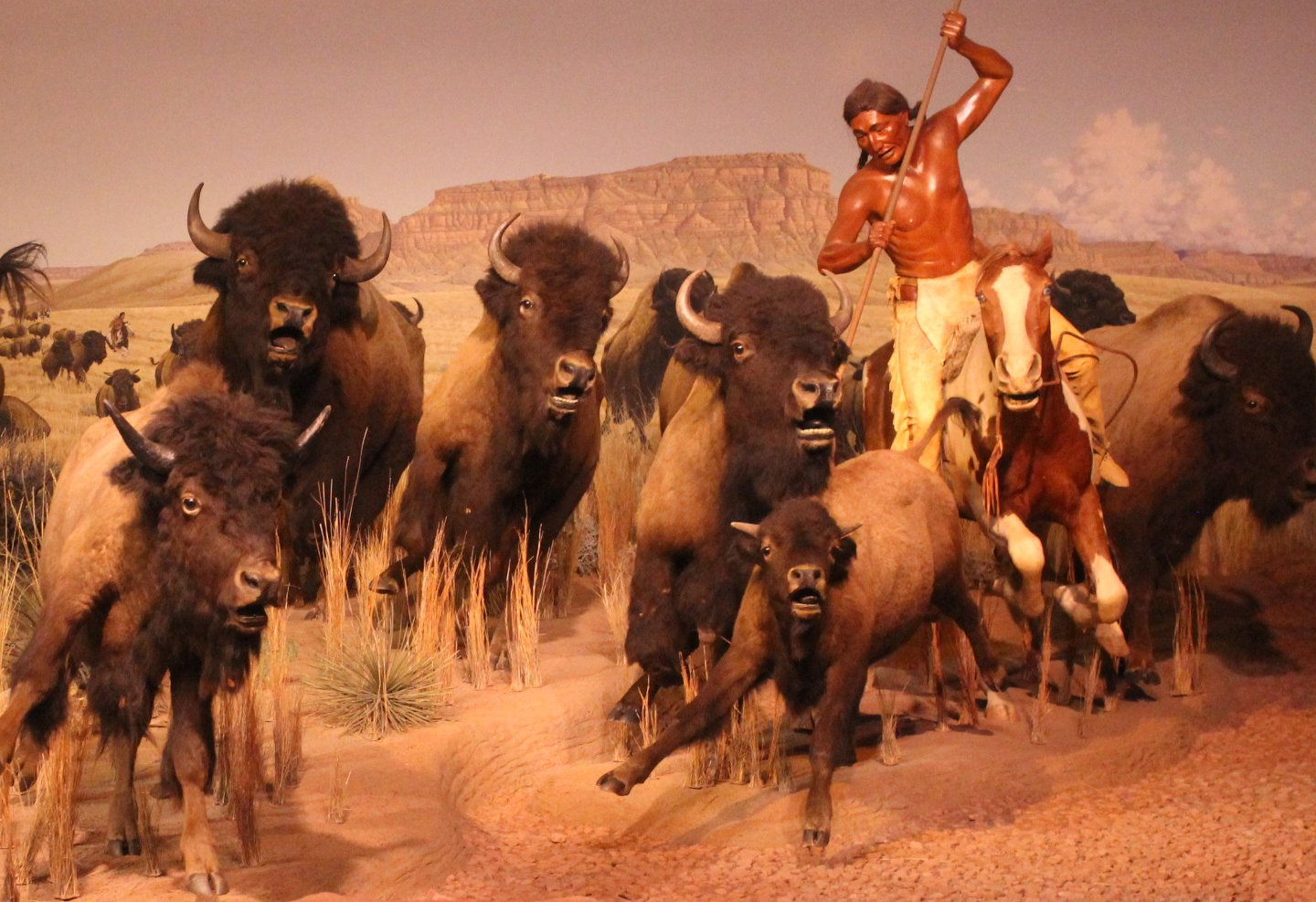
مطاردة حيوان البيسون من قبل أحد السكان الأصليين.
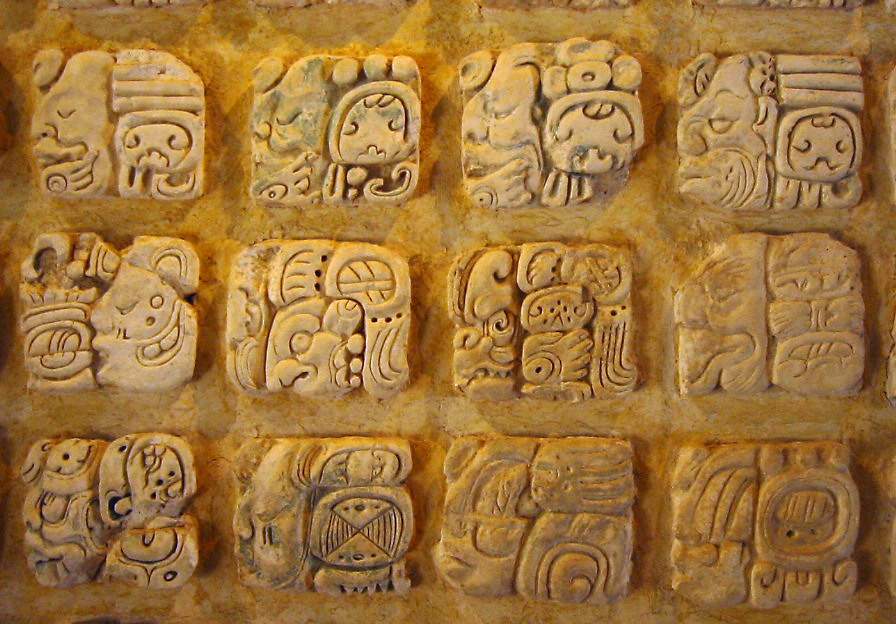
صورعلى الجص من المايا في متحف Sitio في بالينكو، المكسيك.
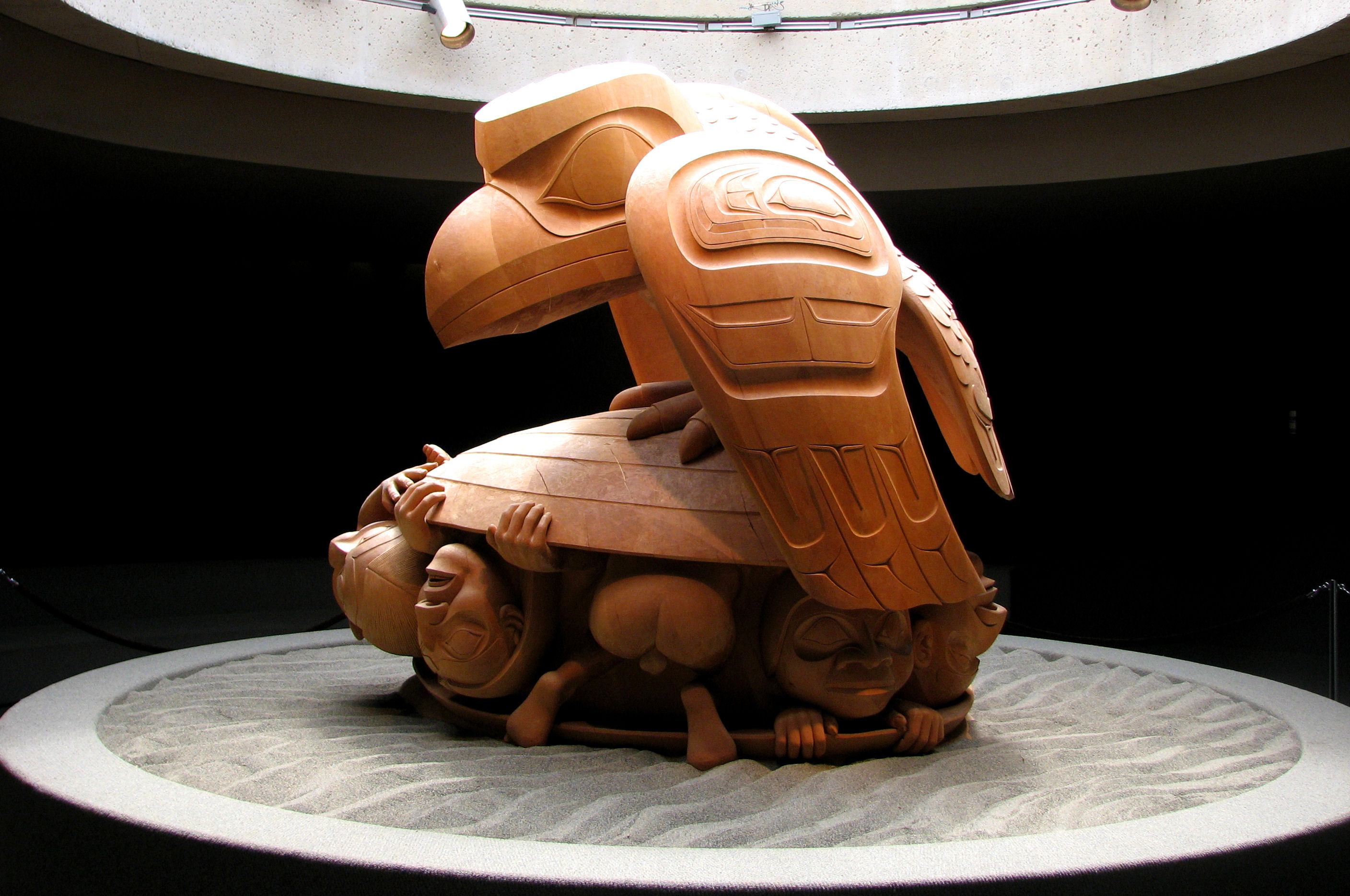
الغراب والرجل الأول. يمثل الغراب شخصية المحتال المشترك في العديد من الأساطير.
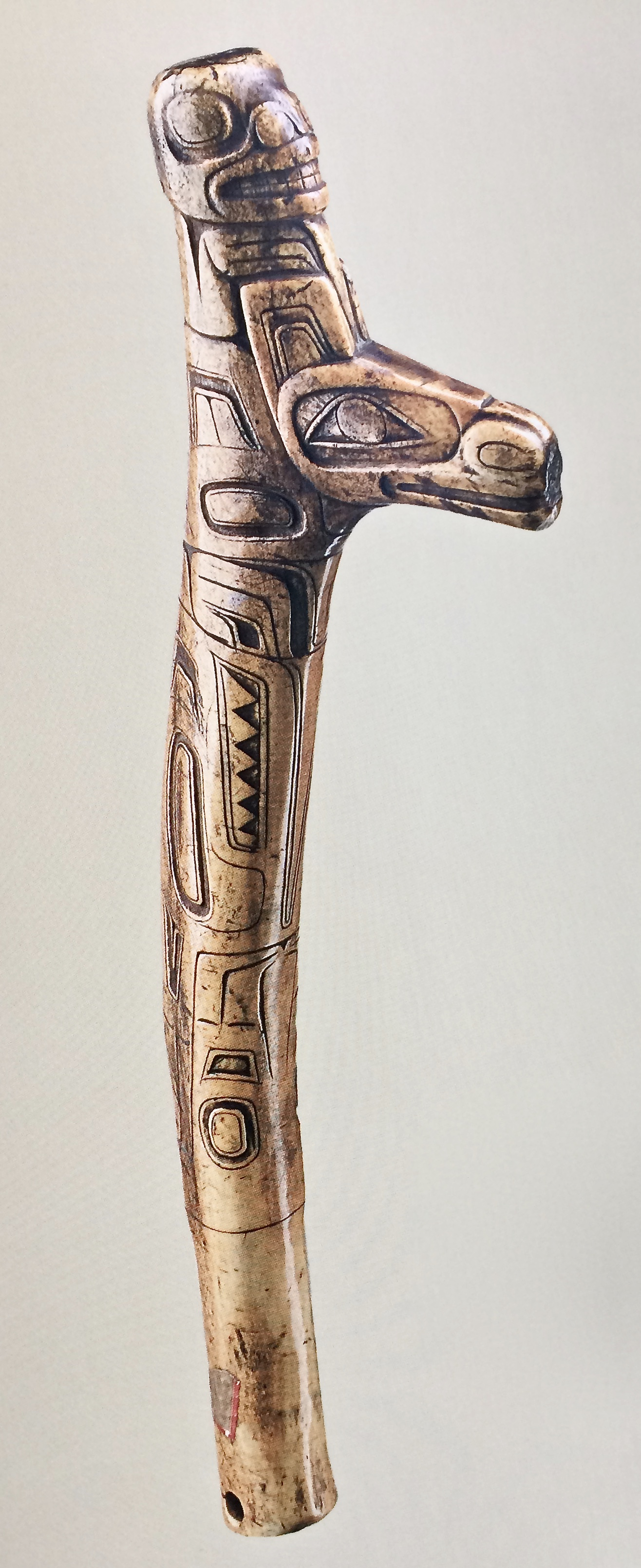
قرن وعل منحوت من سنة 1750.